# Elisabet de Görlitz
Elisabet de Görlitz (Hořovice -Bohèmia-, 2 de novembre de 1390 - Trèveris, 2 d'agost de 1451) fou una aristòcrata bohèmia, Duquessa de Luxemburg per patrimoni del 1415 al 1443. Va ser un dels últims membres alemanys de la Casa de Luxemburg.
Elisabet era l'única filla i hereva de Joan de Görlitz, el tercer fill de Carles IV del Sacre Imperi Romanogermànic, duc de Lusàcia i Görlitz, i també va ser elector de Brandenburg per un breu període. La seva mare, Ricarda Caterina de Mecklenburg, era la filla del rei Albert de Suècia.
El Ducat de Luxemburg estava hipotecat a Elisabet pel seu oncle el rei Segimon d'Hongria, que més tard també es va convertir en rei de Bohèmia i emperador del Sacre Imperi. No va ser capaç de pagar el préstec, i posteriorment va abandonar Elisabet en el control del ducat.
El 1441, va fer un tractat amb Felip III de Borgonya, al que li va permetre assumir tot seguit les tasques administratives de Luxemburg i heretar el ducat a la seva mort. Encara que van estar d'acord en això, Felip va decidir llançar un atac nocturn de dos anys més tard i prendre el control immediat. Elisabet va ser posteriorment expulsada de Luxemburg per les forces de Felip.

## Matrimoni i fills
El seu primer matrimoni va tenir lloc a Brussel·les el 16 de juliol 1409, amb Antoni de Borgonya. Ell la va defensar contra tres aixecaments de la noblesa Luxemburg, fins a la seva mort el 1415. Van tenir dos fills:
- Guillem (Brussel·les, 2 de juny de 1410 - 10 de juliol de 1410)
- Un nen nascut i mort l'any 1412.

El seu segon marit fou Joan III de Baviera. Va morir el 1425 a La Haia, i no van tenir descendència. Després de la seva defunció, Elisabet estava profundament endeutada.